# Робово (Кукушко)
Вижте пояснителната страница за други значения на Робово.
Робово (на гръцки: Ροδώνας, Родонас, катаревуса: Ροδών, Родон, до 1926 година Ρόμποβο, Робово) е бивше село в Република Гърция, дем Кукуш, област Централна Македония.

## География
Селото е било разположено северно от град Кукуш (Килкис), североизточно от Дойранското езеро.

## История

### В Османската империя
В XIX век Робово е смесено село в Дойранска каза на Османската империя. В „Етнография на вилаетите Адрианопол, Монастир и Салоника“, издадена в Константинопол в 1878 година и отразяваща статистиката на населението от 1873 година, Бубово (Boubovo) е посочено като село в Дойранска каза с 45 къщи и 30 жители мюсюлмани и 90 българи.
Според статистиката на Васил Кънчов („Македония. Етнография и статистика“) в 1900 година Робово има 225 жители, от които 110 българи, 90 турци и 25 цигани.
Цялото село е под върховенството на Българската екзархия. По данни на секретаря на Екзархията Димитър Мишев („La Macédoine et sa Population Chrétienne“) в 1905 година в Робово (Robovo) има 64 българи екзархисти.
През Балканската война в селото влизат части на българската армия.

### В Гърция
След Междусъюзническата война селото попада в Гърция. Населението му се изселва в България и Турция. В 1926 година името на селото е сменено на Родонас, но официално промяната влиза в регистрите в следващата 1927 година. В 1928 година селото е изцяло бежанско с 60 семейства и 261 жители бежанци.
Бежанците заселени в 1922 година са от чорленското село Чингене Сарай. По-късно в 1928 година се заселват и понтийски гърци от Орду, Чайбашъ, Артас, Маден, Елеви, Месудие. Бежанците първоначално използват старата българска църква „Свети Никола“, построена около 1830 година. В 1935 година изграждат нова църква „Света Троица“ и до нея училищна сграда. По-късно селото е изоставено.
| Име       | Име        | Ново име   | Ново име   | Описание                                             |
| --------- | ---------- | ---------- | ---------- | ---------------------------------------------------- |
| Гюлемли   | Γκιουλεμλή | Геласти    | Γελαστή    | възвишение на ЮИ от Попово и на И от Димонци (622 m) |
| Караташ   | Καρατάς    | Лекани     | Λεκάνη     |                                                      |
| Попово    | Πόποβον    | Пападес    | Παπάδες    | възвишение на Ю от Попово (345 m)                    |
| Караджали | Καρατζαλή  | Ангатиес   | Άγκαθιές   | бивше село на ЮИ от Робово и на СИ от Попово         |
| Султара   | Σουλτάρα   | Воскес     | Βοσκές     |                                                      |
| Караджали | Καρατζαλή  | Мавроклада | Μαυρόκλαδα | възвишение на СИ от Попово и на ЮЗ от Робово (309 m) |
| Караагач  | Καραγάτσ   | Фтелия     | Φτελιά     | местност на З от Робово и на СЗ от Караджали         |

## Личности
Починали в Робово
- Сотир Иванов Кръстев, български военен деец, младши подофицер, загинал през Първата световна война[11]